# Doncella de Ludmir
Hannah Rachel Verbermacher (en yidis: חנה רחל ווערבערמאכער‎, 1805–1888), también conocida como la Doncella de Ludomir, la Doncella de Ludmir, el Ludmirer Moyd (en yiddish), o HaBetula miLudmir (הבתולה מלודמיר en hebreo), fue la única mujer Rebe independiente en la historia del movimiento jasídico.

## Biografía
Hannah Rachel Verbermacher nació a principios del siglo XIX en el barrio de Ludmir, en Volinia, región de la actual Ucrania, de padres jasídicos. Su padre, Monesh Verbermacher, era un devoto del rabino Mordechai Twersky, conocido como el "Maggid de Chernobyl", así como un rico hombre de negocios. Proporcionó una educación extensiva para su única hija, que incluía muchos campos de estudio de la Torá.
Parece no haber sido una niña notable, pero sufrió una transformación a finales de su adolescencia. Declinando el matrimonio, comenzó a cumplir todos los mandamientos, incluyendo los que no incumben a las mujeres, y aumentó su estudio de la Torá. Ganó fama como una erudita y santa mujer con poderes para realizar milagros.
A medida que su fama crecía, asumió funciones generalmente reservadas para los Rebbes jasídicos, como recibir audiencias y aceptar kvitlach (notas de petición de oración), y presidir un Tish (la comida tradicional del sábado en compañía de los propios Hasidim) en el que ofrecía enseñanzas de la Torá y pasaba los shirayim (restos de la comida de Rabi), aunque muchos relatos dicen que lo hacía detrás de un biombo por modestia.
Sin embargo, siguió siendo una anomalía y tuvo que resistir la fuerte oposición de la ferozmente tradicional comunidad jasídica, que se sintió incómoda por esta mujer inusual. En algún momento la presión para que se abstuviera de sus actividades se hizo fuerte, y su padre le pidió que consultara con su Rabi, Mordechai Twersky, el Maggid de Chernobyl, sobre el asunto. El Maggid la convenció de que dejara de comportarse de manera inusual y la animó a casarse y a asumir el papel tradicional de las mujeres jasídicas.
Después de la visita al Rabi, Hannah Rachel suspendió temporalmente sus actividades como líder y maestra jasídica. Incluso se casó, aunque se discute cuánto duró el matrimonio.
Más tarde emigró a Palestina y se estableció en Jerusalén. Allí atrajo a un pequeño grupo de seguidores. En las tardes de Shabat, venían a escucharla recitar palabras de la Torá, y en Rosh Chodesh los acompañaba a la Tumba de Raquel para orar. Murió el 22 de Tammuz, y está enterrada en el Monte de los Olivos.